# Wigbert (Schiff, 1921)
Die 1921 von der Hamburg-Bremer Afrika-Linie (HBAL) in Dienst gestellte zweite Wigbert entstand auf der Werft J. Frerichs & Co. in Einswarden als zweiter Nachkriegsneubau für den Westafrika-Dienst der Bremer Reederei. Ihre Schwesterschiffe waren die sechs Monate früher fertiggestellte Winfried und die im August des Jahres abgenommene Wolfram.
Die drei Schwesterschiffe kamen durch die Eingliederung der HBAL am 1. Januar 1926 zum Norddeutschen Lloyd (NDL), wurden aber weiter mit der Schornsteinmarke der HBAL eingesetzt. Wigbert und Wolfram blieben bei der Neuordnung der Fahrtgebiete der deutschen Reedereien im Afrikadienst und wurden dann von der Woermann-Linie bereedert.
1940 gehörte die Wigbert zur 2. Seetransportstaffel der für das Unternehmen Weserübung herangezogenen Transporter. Auf der Fahrt nach Oslo wurde sie im Kattegat aus einem deutschen Geleitzug vom britischen U-Boot Triton torpediert und sank mit erheblichen Verlusten.

## Geschichte des Schiffes
Am 29. Dezember 1920 die Wigbert auf der Werft J. Frerichs & Co. als zweiter Nachkriegsneubau für die Bremer Afrika-Reederei mit der Baunummer 301 vom Stapel.  Der 110,5 m lange und 15,3 m breite Neubau erhielt eine Dreifach-Expansionsmaschine von 2100 PS, die eine Geschwindigkeit bis zu 11 Knoten (kn) ermöglichte. Sie war damit etwas größer als die 1912 von der Frerichswerft an die HBAL gelieferte erste Wigbert, die von der HBAL nach der Auslieferung an Großbritannien zurückgekauft wurde und bis 1932 als Henner im Dienst der HBAL blieb. Die neue Wigbert war das mittlere Schiff einer Serie von drei Schwesterschiffen.
Am 23. April 1921 wurde die zweite Wigbert von der HBAL in Dienst genommen und nach Westafrika eingesetzt. 1926 ging das Schiff durch die Eingliederung der HBAL in das Eigentum des Norddeutschen Lloyd (NDL) über. Im Rahmen der Neugliederung der Fahrtgebiete der deutschen Reedereien wurde HBAL GmbH in Bremen Eigentümer des Schiffes, das ab Januar 1935 von der Woermann Linie bereedert wurde.
Im August 1936 wurde das Schiff von der Reichsregierung für die Unterstützung der nationalistischen Kräfte Francisco Francos in Spanien gechartert. Sie war eines der ersten „Sonderschiffe“ und führte den Tarnnamen „Walter“ im FT- und Schriftverkehr. Auf ihrer ersten Reise ab dem 14. August transportierte das Schiff zwei Junkers Ju 52/3m-Flugzeuge, externe Bombenaufhängevorrichtungen für diesen Typ, Flugzeug-Benzin und Fernmelde-Ausrüstungen. Bis zum März 1937 blieb die Wigbert im Spanieneinsatz.
Die letzte Friedensfahrt der Wigbert führte vom 4. August bis zum 2. September 1939 von Santos nach Hamburg.

### Kriegseinsatz
Schon im September 1939 wurde die Wigbert zum Erztransport aus Lulea in der Ostsee eingesetzt.
Im März 1940 wurde sie dann als Transporter für das Unternehmen „Weserübung“, den deutschen Überfall auf Norwegen, erfasst. Am 8. April 1940 verließ sie als Teil der 2. Seetransportstaffel mit Truppen und Ladung Gotenhafen auf dem Weg nach Oslo. Im Kattegat war sie mit Antares, Itauri und Muansa der 1. Seetransportstaffel aus Stettin, sowie Espana, Friedenau, Hamm, Scharhörn und Tucuman Teil eines Geleitzugs, der von der Torpedoschulflottille und Vorpostenbooten gesichert wurde.
Am 10. April um 17:26 Uhr wurde die Wigbert vom britischen U-Boot Triton torpediert und sank nach einem Hecktreffer auf ebenen Kiel innerhalb von 20 Minuten auf der Position 57° 27′ 0″ N, 10° 46′ 0″ O. Das U-Boot traf auch die Friedenau (5219 BRT) mit zwei Torpedos und das Vorpostenboot V 1507 (ex Walfänger Rau VI), die ebenfalls sanken. Auf den beiden Frachtschiffen verloren viele deutsche Soldaten ihr Leben. Der Espana gelang es über 200 Schiffbrüchige der Friedenau zu retten. Die Scharhörn wird aus Sicherheitsgründen in das nahe dänische Frederikshavn umgeleitet.
Im Lauf der Nacht verlor der Geleitzug noch die Antares (2593 BRT) auf 58° 3′ N, 11° 0′ O durch das britische U-Boot Sunfish. Die verbleibenden fünf Transporter erreichen am 11. Oslo.

### Die Schwesterschiffe undIngo
| Stapellauf in Dienst | Name             | BRT  | Schicksal |
| -------------------- | ---------------- | ---- | --- |
| 06.1920 30.10.1920   | Winfried BNr.300 | 3751 | erstes Schiff der HBAL im Dienst nach Westafrika seit dem Kriegsende, 1926 NDL, Oktober 1935 Deutsche Levante Linie (DLL), umbenannt in Yalova, 1939 in Varna, am 28. September 1941 vom britischen U-Boot Tetrarch torpediert und bei Agios Georgios auf Strand bei 37° 28′ N, 23° 55′ O gesetzt, dort am 3. Oktober 1941 durch Talisman endgültig vernichtet,      |
| 06.1921 20.08.1921   | Wolfram BNr.302  | 3648 | 1926 NDL, Oktober 1935 HBAL/ bereedert durch Woermann-Linie, im April für Unternehmen „Weserübung“ der 2. Seetransportstaffel zugeteilt, erreicht am 11. Oslo, von August bis November 1940 für Unternehmen „Seelöwe“ in Ostende bereitgehalten, dann Transporte nach Norwegen, am 10. November 1942 vor Vlieland nach Minentreffer gesunken auf 53° 41′ N, 4° 46′ O |
| 02.1926 9.05.1926    | Ingo BNr.396     | 3950 | sechs Meter längere Variante der Winfried-Klasse, 1926 NDL / gelegentlich neben dem Westafrikadienst auch Reisen zur südamerikanischen Westküste, Oktober 1935 HBAL/ bereedert durch Woermann-Linie, 1939 in Triest, am 27. Januar 1941 südlich Pantelleria von einer britischen Fairey Swordfish torpediert und versenkt                                            |